# 杜阿尔特 (加利福尼亚州)
杜阿尔特（英語：Duarte），是美国加利福尼亚州洛杉矶县下属的一座城市。建市于1957年8月22日，面积大约为6.69平方英里（17.3平方公里）。根据2010年美国人口普查，该市有人口21,321人。